# Self-Control (roman)
Pour les articles homonymes, voir Self control.

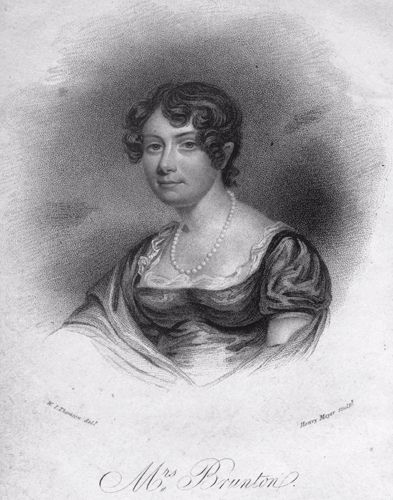
Mary Brunton, d'après la seconde édition de Emmeline (1820).

Self-Control est un roman de la romancière écossaise Mary Brunton, publié en 1811. Le roman, qui rencontre un certain succès à son époque, racontre une histoire rocambolesque, dont Jane Austen s'inspire en 1816 pour écrire sa petite œuvre parodique, Plan of a Novel, présentation ironique de ce qu'aurait dû être le plan d'un roman idéal.

## Résumé

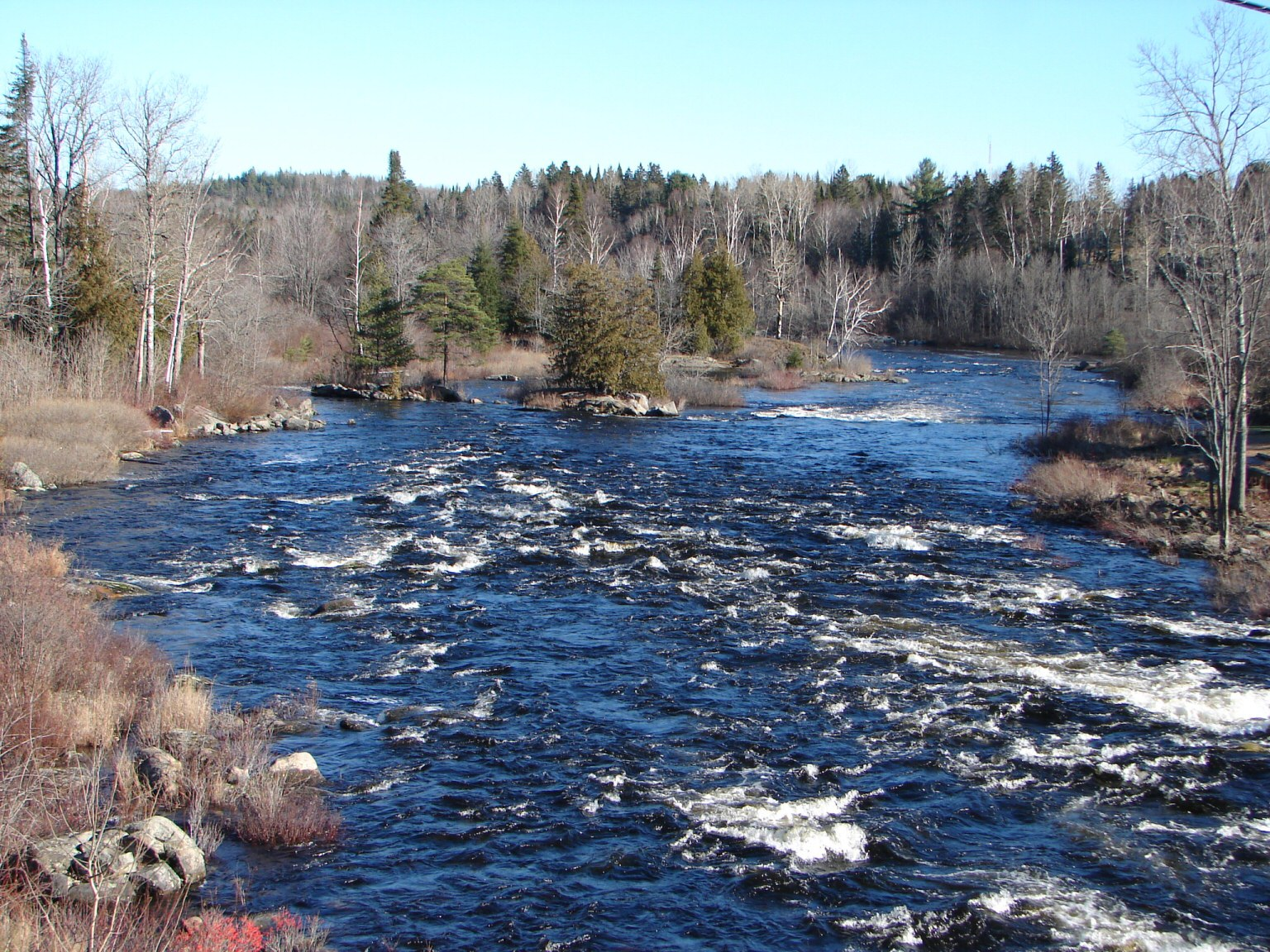
Rapides canadiens, tels que ceux que doit descendre Laura Montreville.

L'héroïne, Laura Montreville, est poursuivie par le libertin colonel Hargrave, qui l'assure de son indéfectible amour. En cachette de son père, elle consent à l'épouser à la condition qu'il se réforme dans les deux ans.
Son père fait plus tard faillite, et est réduit potentiellement à la plus extrême misère. Elle vend alors tant bien que mal les peintures qu'elle exécute, de façon à leur permettre à tous deux de survivre. Mais elle ignore que, pour lui venir en aide, ces toiles sont rachetées en sous-main par un jeune homme, Montague de Courcy, dont elle est peu à peu tombée amoureuse.
Lorsque son père meurt, elle n'a d'autre ressource que de s'en aller vivre chez sa tante, Lady Pelham. Mais elle ignore que celle-ci est secrètement en relation avec le colonel Hargrave, à qui elle cherche à la livrer.
Finalement, Laura Montreville est enlevée par Hargrave et ses hommes de main, et entraînée au Canada. Là, elle réussit à échapper à la vigilance des Indiens qui la gardent, et s'empare d'un canoë avec lequel elle descend une rivière, ballotée par le passage des rapides. Elle finit par survivre en s'attachant solidement au canoë avec son manteau. Mais tout est bien qui finit bien, puisqu'elle termine en Écosse chez Mrs. Douglas, sa meilleure amie. M. de Courcy réapparaît alors comme par enchantement, le colonel Hargrave se suicide, et elle-même se marie et a cinq enfants.

## Postérité
Self-Control remporte un certain succès, se vendant à 240 exemplaires à Édimbourg dès les cinq premiers jours (ce qui est beaucoup selon les critères de l'époque).
Jane Austen lit le roman, le trouve plein de bonnes intentions et écrit avec élégance, mais totalement invraisemblable, en particulier la descende des rapides en canoë. Elle en fait une des sources d'inspiration de son Plan of a Novel, sa parodie du plan idéal d'un roman, et faisant vivre à son héroïne des aventures encore plus invraisemblables et tragiques que celle de Laura Montreville, puisqu'elle la fait errer à travers toute l'Europe avant de l'envoyer au Kamtchatka, où meurt son père.